# 海防道臨時街市

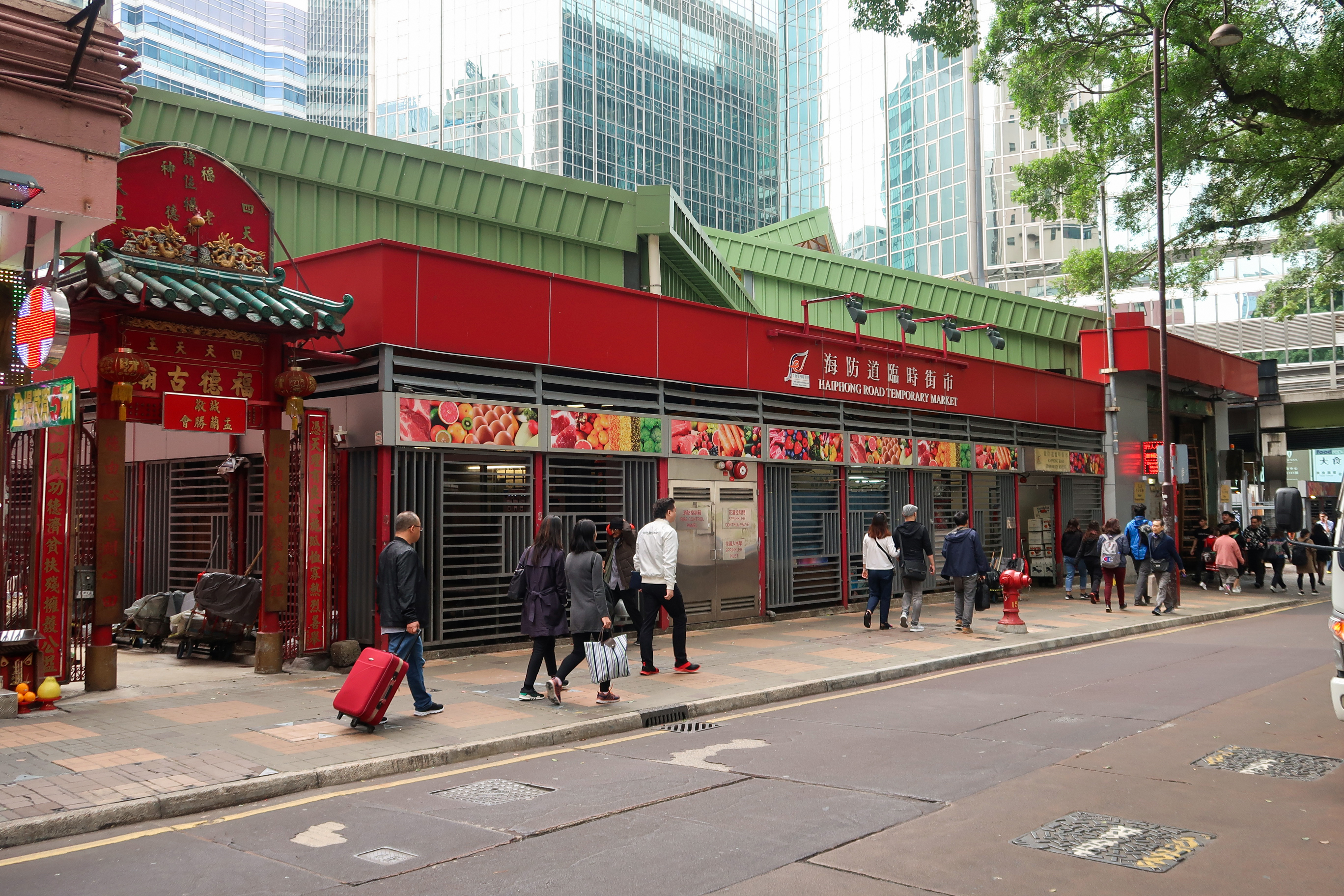
海防道臨時街市外貌

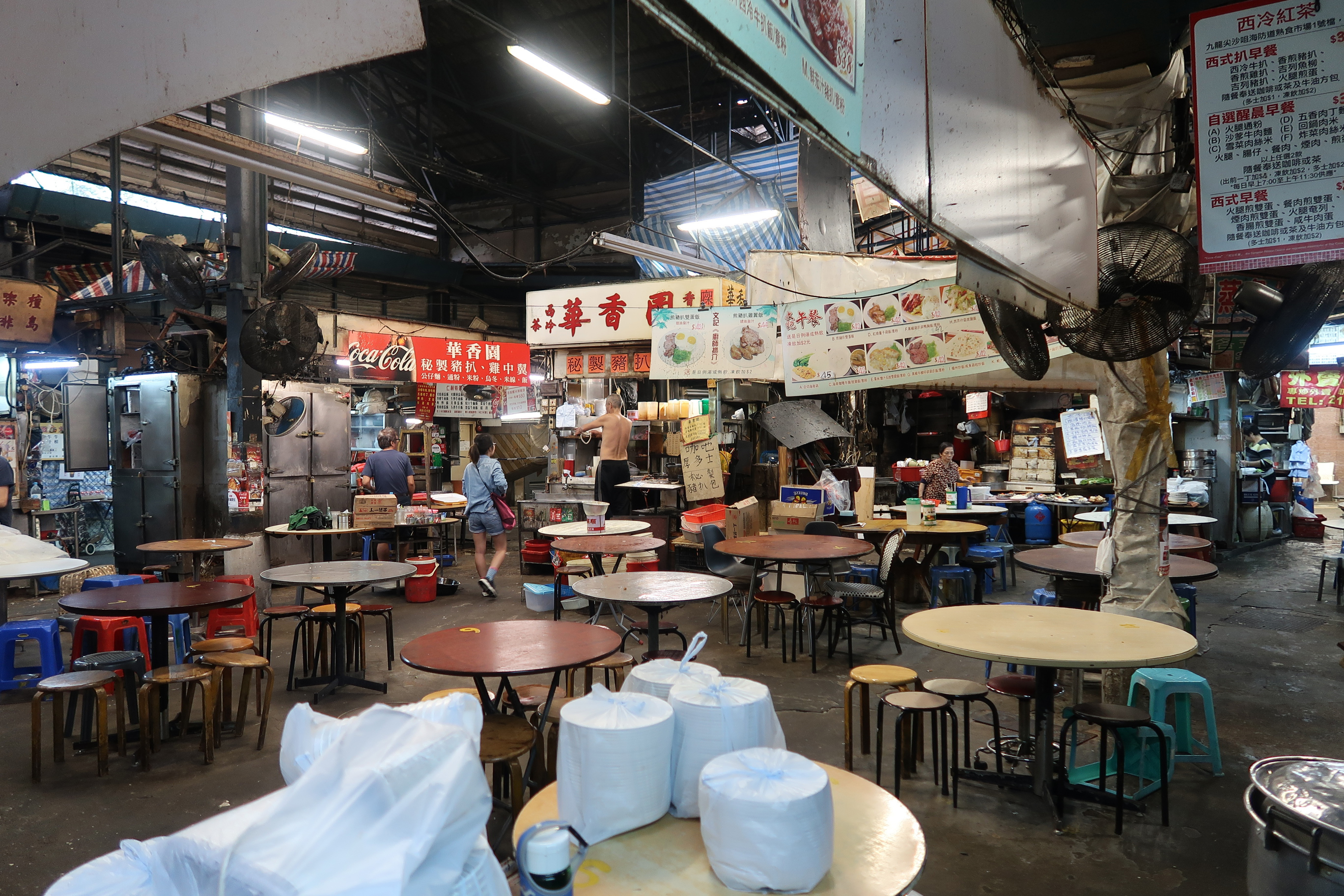
翻新前的熟食檔

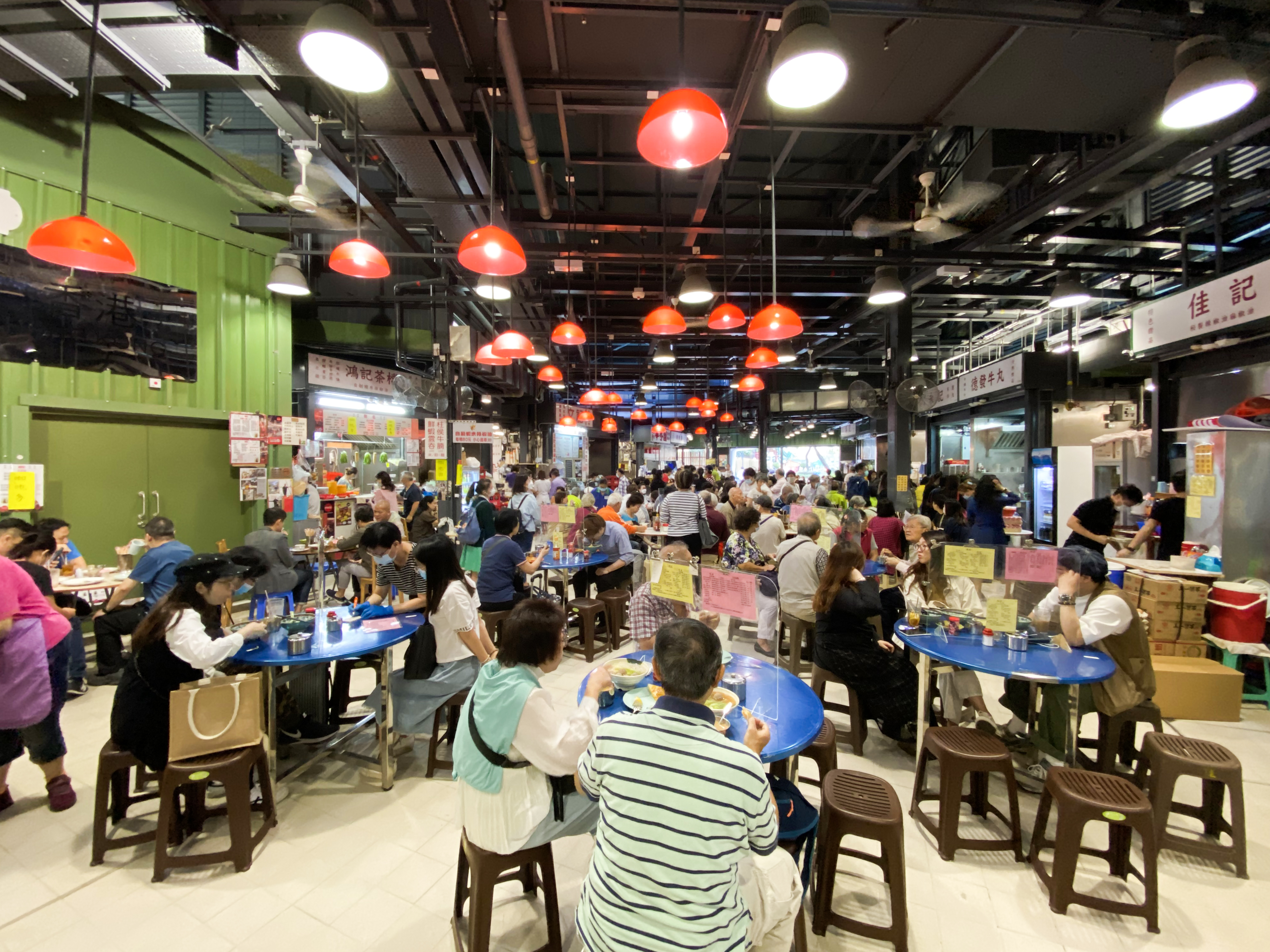
2020年翻新後的熟食檔

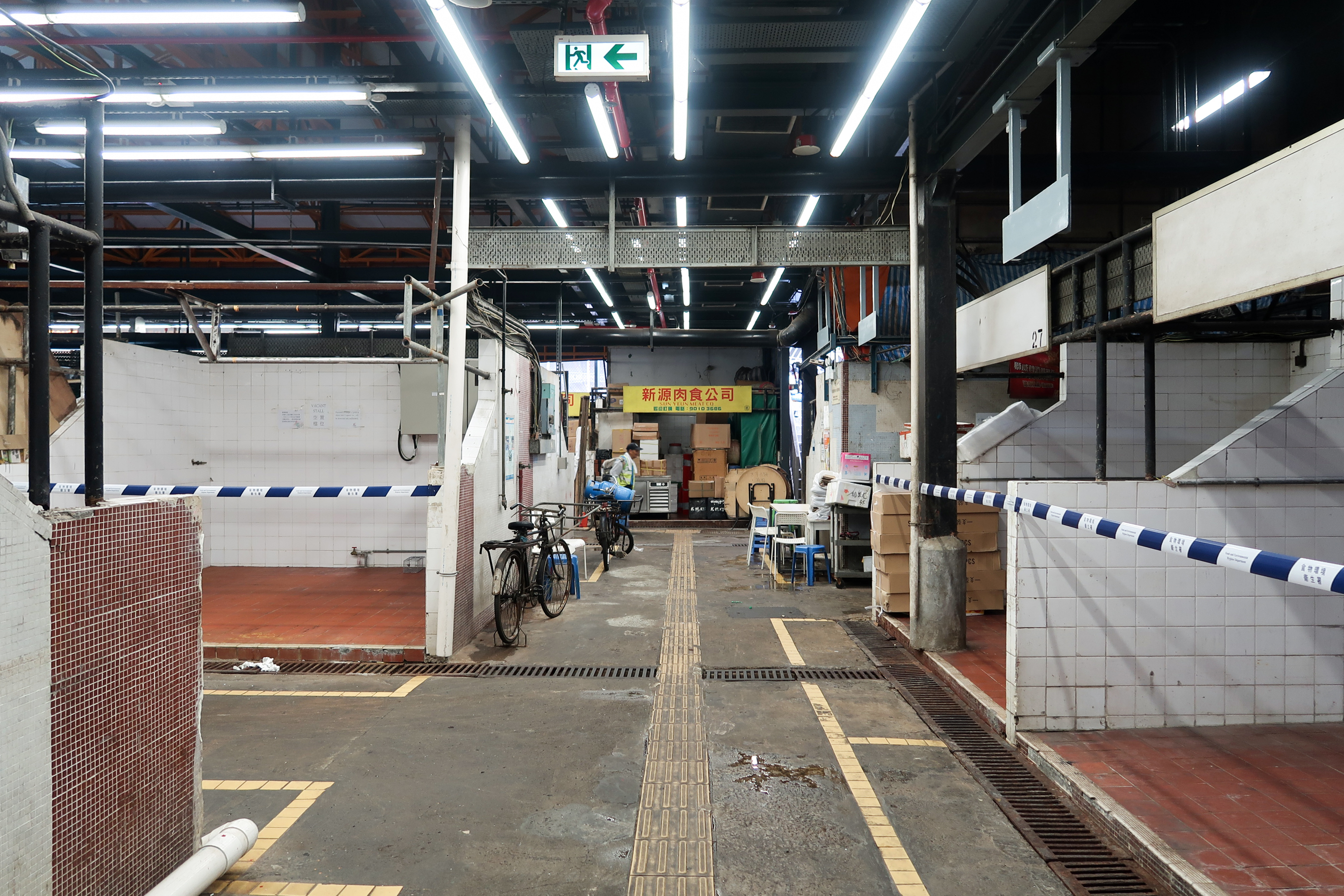
臨時街市內的不少舖位空置多時

海防道臨時街市（英語：Haiphong Road Temporary Market）位於香港九龍尖沙咀海防道390號，為香港現有四個臨時街市之一。舊街市於1978年啟用，為安置北京道及廣東道交界擺檔的小販和九龍街市的小販而設。臨時街市熟食檔範圍到2018年11月30日起暫時關閉並清拆重建，翻新工程長達14個月，2020年10月重開。

## 租戶
租戶分為熟食及濕貨兩部分。熟食檔設9檔，以大牌檔形式經營。主要包括以秘制炸豬扒馳名的「華香園」、經營近60年的「仁利粥品」、德發牛丸和茶檔合香園等。深受附近上班族的歡迎，被譽為平民味道集中地。
而濕貨部分大多以印巴籍人士開設的菜檔及清真肉檔為主，被稱為全港最集中的清真肉類市場。其餘四檔為本地人經營的鮮花及蔬果檔。

## 翻新
臨時街市多年來被指有多個問題，包括衛生欠佳，沒有冷氣，夏天非常焗促，而且日久失修，環境殘舊，每逢下雨多處會滴水問題。
政府曾經計劃於鄰近地點或者在原址興建永久性的綜合大樓，但因為在區內覓地及安置商戶等均難以實行而無法落實。2018年7月，食物環境衞生署公布翻新街市，包括更換天花、重新規劃攤檔和小販市場內設施及改善電力、消防、照明和通風系統等設施。有檔主對此感到依依不捨；但認為重建後可改善環境。